# ステイシー・マーティン
ステイシー・マーティン（Stacy Martin、1990年3月20日 - ）は、フランスの女優、ファッションモデルである。

## 経歴
パリで生まれ、フランス人でヘアスタイリストの父とイギリス人の母に育てられる。7歳から13歳までは日本で暮らしたが、日本語は話せないという。
10代の頃からファッションモデルとしてキャリアをスタート。イギリスで演技を学んでいるときに、ラース・フォン・トリアー監督『ニンフォマニアック』のオーディションに参加し、シャルロット・ゲンズブール演じる色情狂のヒロイン、ジョーの若い頃に抜擢されてスクリーンデビューし、デンマーク映画批評家協会賞の主演女優賞にノミネートされた。今後はイギリスのベン・ウィートリー監督によるSFアクション『High-Rise』や、イタリアのマッテオ・ガローネ監督による歴史ファンタジー『五日物語 -3つの王国と3人の女-』などへの出演を控えている。
ファッションモデルとしては、「ミュウミュウ」 (MIU MIU) の2014-2015秋冬コレクションや、同ブランド初のフレグランスの広告塔に起用されている。

## フィルモグラフィ
| 公開年 | 邦題 原題                                                  | 役名                               | 備考         |
| ------ | ---------------------------------------------------------- | ---------------------------------- | ------------ |
| 2013   | ニンフォマニアック Vol.1 Nymphomaniac Vol.1                | 若いジョー                         |              |
| 2013   | ニンフォマニアック Vol.2 Nymphomaniac Vol.2                | 若いジョー                         |              |
| 2015   | アナザー La Dame Dans L'auto Avec Des Lunettes Et Un Fusil |                                    |              |
| 2015   | パレス・ダウン Taj Mahal                                   | ルイーズ                           | 実話の少女役 |
| 2015   | シークレット・オブ・モンスター The Childhood of a Leader   | アデレイド                         |              |
| 2015   | 五日物語 -3つの王国と3人の女- Tale of Tales                | 若いドーラ                         |              |
| 2016   | ハイ・ライズ High-Rise                                     | フェイ                             |              |
| 2017   | グッバイ・ゴダール! Le Redoutable                          | アンヌ・ヴィアゼムスキー           |              |
| 2017   | ゲティ家の身代金 All the Money in the World                | ゲティ秘書 ナンシー                |              |
| 2018   | アマンダと僕 Amanda                                        | レナ                               |              |
| 2018   | ポップスター Vox Lux                                       | エレノア・モンゴメリー             |              |
| 2018   | ロージー 檻の中の情事 Rosy                                 | ロージー                           |              |
| 2019   | カサノバ ～最期の恋～ Dernier amour                        | マリアンヌ・ド・シャルピヨン       |              |
| 2020   | アーカイヴ Archive                                         | J2の声/J3の声/ジュールス・アルモア |              |
| 2024   | ブルータリスト The Brutalist                               |                                    |              |